# WK AdoptieKids
Het WK AdoptieKids is een vriendschappelijk Wereldkampioenschap voetbal voor geadopteerde kinderen in Nederland. Het doel van het toernooi is adoptiekinderen en adoptieouders met elkaar in contact te brengen, te verbinden en natuurlijk een lekker potje te voetballen.
De deelnemers vertegenwoordigen hun geboorteland en worden op leeftijd ingedeeld in teams, vanaf 5 jaar tot onder 23. Teams bestaan uit 7 spelers (plus wisselspelers), en de wedstrijden duren een kwartier. Geboortelanden met minder dan 7 deelnemers vormen teams per werelddeel of spelen in het team ‘Mondiaal’. 

## Ontstaan
Twee heren kregen in de aanloop naar het Wereldkampioenschap voetbal 2010 in Zuid-Afrika het idee om een voetbaltoernooi te organiseren, speciaal voor geadopteerde kinderen.
De eerste editie van het WK AdoptieKids vond datzelfde jaar nog plaats in Hilversum. Zo’n 100 deelnemers verdedigden de eer van hun geboorteland.
Na dit succes werd al snel besloten een tweede editie te organiseren, en het aantal deelnemers verdubbelde. Steeds meer geadopteerden hoorden over het evenement en meldden zich aan. De diversiteit aan geboortelanden nam toe, en daarom moest er een groter sportcomplex worden gevonden.
Het sportpark Delta Sports '95 in Houten werd vanaf 2012 de locatie van het evenement, dat ieder jaar met meer dan 100 deelnemers groeide. Hierdoor werd in 2015 ook het complex in Houten te klein.
Voor slechts één jaar verhuisde men naar VV Altius in Hilversum. Vanaf 2017 worden de deelnemers ontvangen op Sportpark Blankensteyn van VV Brederodes en VV Vianen in Vianen. In 2019 speelden er 1000 jongeren uit 37 landen mee met het toernooi. Er werden 300 wedstrijden gespeeld en ruim 1200 doelpunten gescoord.
Na de coronapandemie pakte de organisatie het WK weer op, en op 25 juni 2022 deden er 930 kinderen mee aan de 11e editie.